# Seiser Alm
Seiser Alm är en bergsplatå i Sydtyrolen i Italien. Platsen är vintertid populär för skidåkning, sommartid för vandring. Området är Europas högst belägna bergsplatå.

### Fotnoter
1. ↑  ”Worldloppet, när Vasaloppet blivit rutin”. Outside. 21 december 2011. Arkiverad från originalet den 8 april 2013. https://web.archive.org/web/20130408041240/http://outsideonline.se/2011/12/21/worldloppet-nar-vasaloppet-blivit-rutin/. Läst 23 maj 2013.